# El Mercat
|  | Per a altres significats, vegeu «Mercat (desambiguació)». |

El Mercat és un dels sis barris que componen el districte de Ciutat Vella de València. Històricament ha estat el de major activitat comercial, tot i que en l'actualitat el barri de Sant Francesc l'hi supera. L'any 2011 tenia 3.438 habitants, està situat en el mateix centre de la ciutat i del districte, lleugerament situat cap a l'oest i amb la seua forma irregular es troba envoltat de tots els barris del districte excepte el de la Xerea: al nord limita amb el Carme, al nord-est amb la Seu, al sud amb Sant Francesc, i a l'oest amb El Pilar (o Velluters).

## Nom

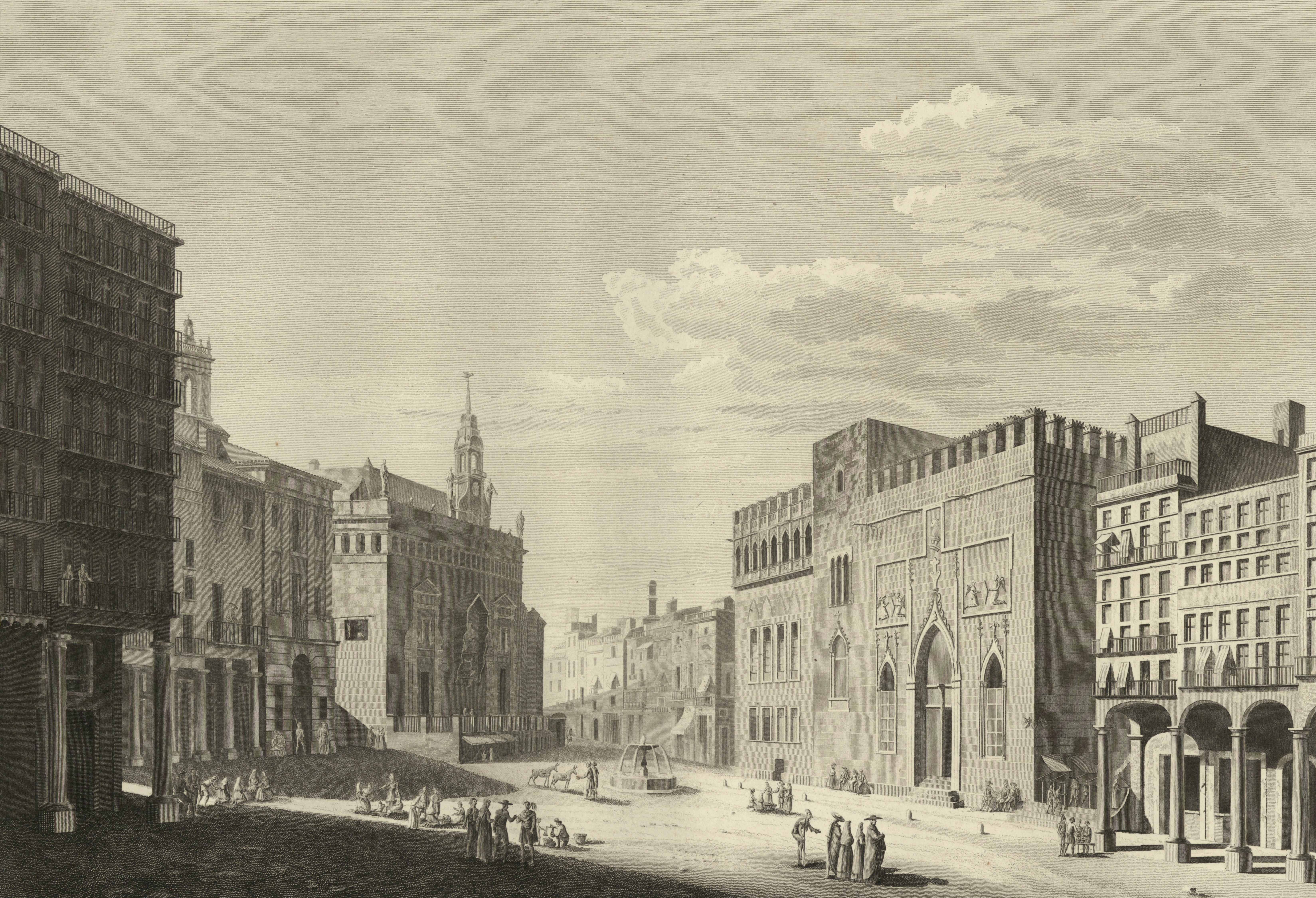
La plaça del Mercat (principis s.XIX)

El barri s'anomena del Mercat per ser el centre de la major part de l'activitat comercial de València al llarg dels segles. El centre del barri és la plaça del Mercat, punt neuràlgic del comerç ja des de l'època musulmana. Després de la conquesta de la ciutat pel rei Jaume I, l'activitat comercial es va mantindre al mateix lloc i amb el pas dels segles se li van afegir edificis com la Llotja de la Seda a finals del segle xv i el Mercat Central a principis del segle xx.

## Geografia

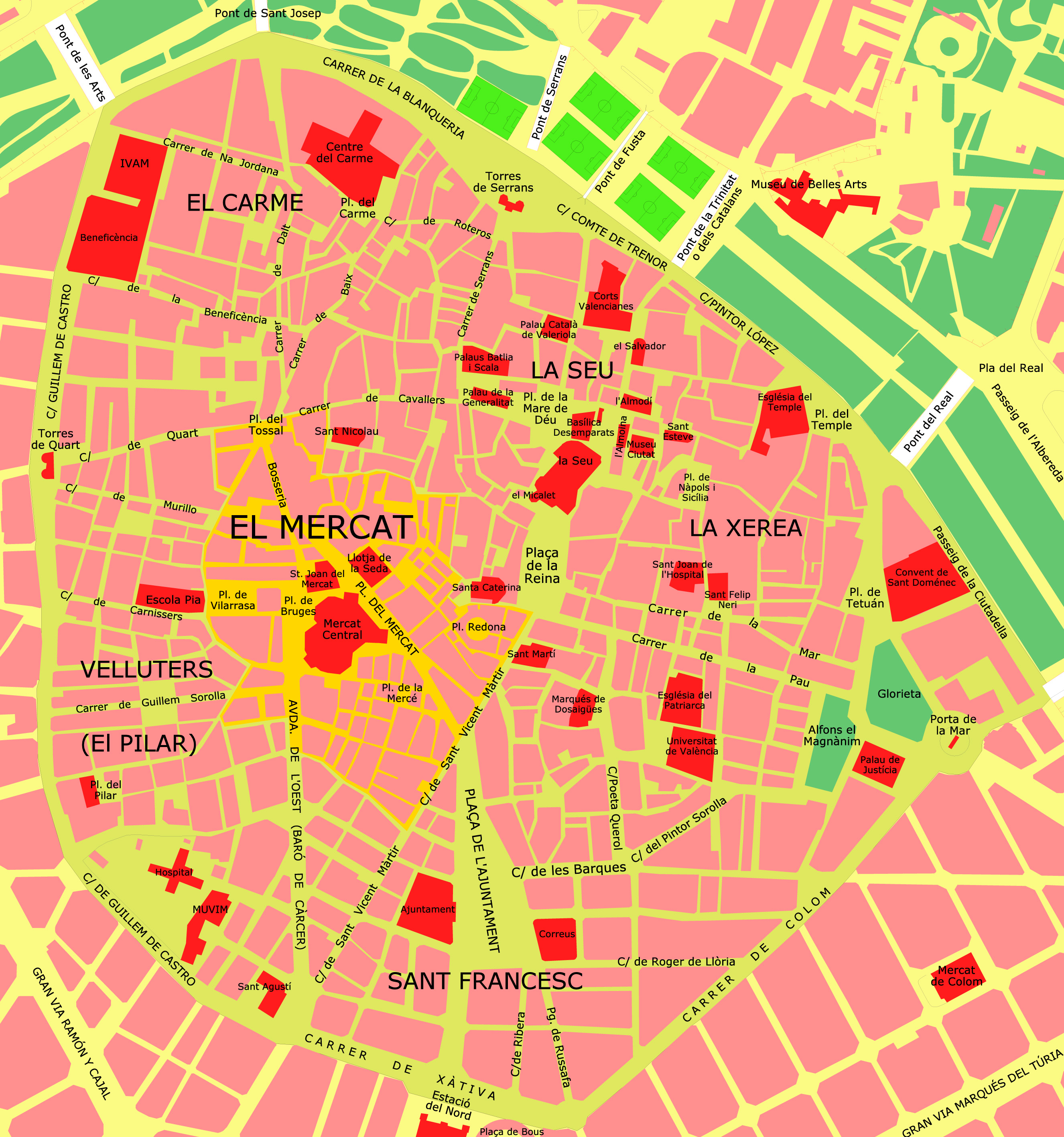
Plànol de carrers. En ocre, el barri

La forma irregular de l'actual barri fa que siguen molts els carrers que el delimiten. Al sud-est els carrers de Sant Vicent, del Mestre Clavé i dels Adressadors el separen del barri de Sant Francesc. Del barri del Pilar el separen els carrers de Avinguda de l'Oest, de la Beata, de Maldonado, del Peu de la Creu, de Santa Teresa, del Moro Zeit i del Rei En Jaume. Els carrers de Quart, de Cavallers i la plaça del Tossal el separen del barri del Carme, i finalment els carrers de l'Abadia de Sant Nicolau, la plaça del Forn de Sant Nicolau, els carrers dels Cadirers, de la Puríssima, de la Corregeria, dels Assaonadors, de la Sabateria dels Xiquets, de Martin Mengod, la plaça de Lope de Vega, el carrer de la Sombrereria i la plaça de Santa Caterina el separen del barri de la Seu.

### Nomenclàtor

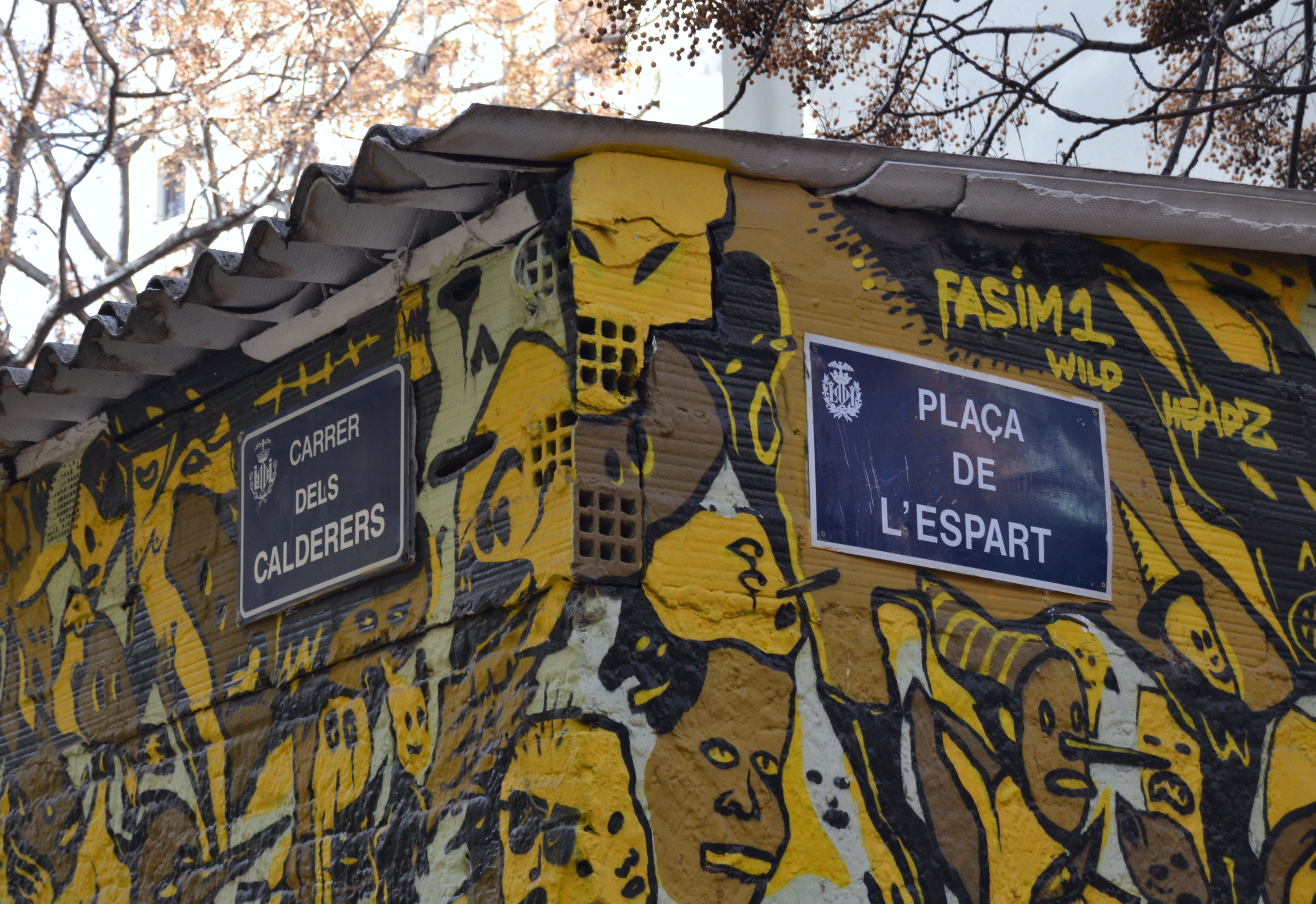
Xamfrà entre el carrer dels Calderers i la plaça de l'Espart

- C/. Abaixadors
- C/. Abat
- C/. Adressadors
- C/. Aluders
- C/. Belluga
- C/. Betlem
- C/. Blanes
- C/. Boatella
- C/. Bosseria
- C/. Burguerins
- C/. Caixers
- C/. Calderers
- C/. Canvis
- C/. Carabasses
- C/. Carda
- Pl/. Ciutat de Bruges
- Pl/. Comunió de Sant Joan
- C/. Conquesta
- C/. Cordellats
- C/. Danses
- Pl/. Doctor Collado
- C/. Drets
- C/. Eixarchs
- C/. En Bou
- C/. En Colom
- C/. En Gall
- C/. En Gil
- C/. En Pina
- C/. Ercilla
- C/. Escolano
- Pl/. Espart
- C/. Estamenyeria Vella
- C/. Estret de la Companyia
- C/. Flassaders
- Pl/. Forn de Sant Nicolau
- C/. Gegant
- C/. Generoso Hernández
- C/. Hedra
- C/. Itàlica
- Pl/. Joan de Vila-rasa
- C/. Jofrens
- C/. Liñán
- C/. Llanterna
- C/. Llotja
- C/. Llutxent
- C/. Mallorquins
- C/. Mantes
- Av/. Maria Cristina
- Pl/. Marqués de Busianos
- Pl/. Mercat
- Pl/. Mercé
- C/. Monges
- C/. Moro Seït
- C/. Músic Peydró
- C/. Numància
- C/. Om
- C/. Padrina
- C/. Palafox
- C/. Pere Compte
- C/. Pescateria
- C/. Poeta Llombart
- C/. Pòpul
- Pl/. Porxets
- C/. Ramellets
- Pl/. Redona
- C/. Reixes
- C/. Repés
- C/. Ribalta
- C/. Rumbau
- C/. Sabateria de Xiquets
- C/. Sagrari de la Companyia
- C/. Sampedor
- C/. Sant Ferran
- C/. Sedassers
- C/. Sénia
- C/. Síndic
- C/. Taula de Canvis
- Pl/. Tossal
- C/. Trenc
- C/. Valeriola
- C/. Vallanca
- C/. Vell de la Palla

### Elements importants

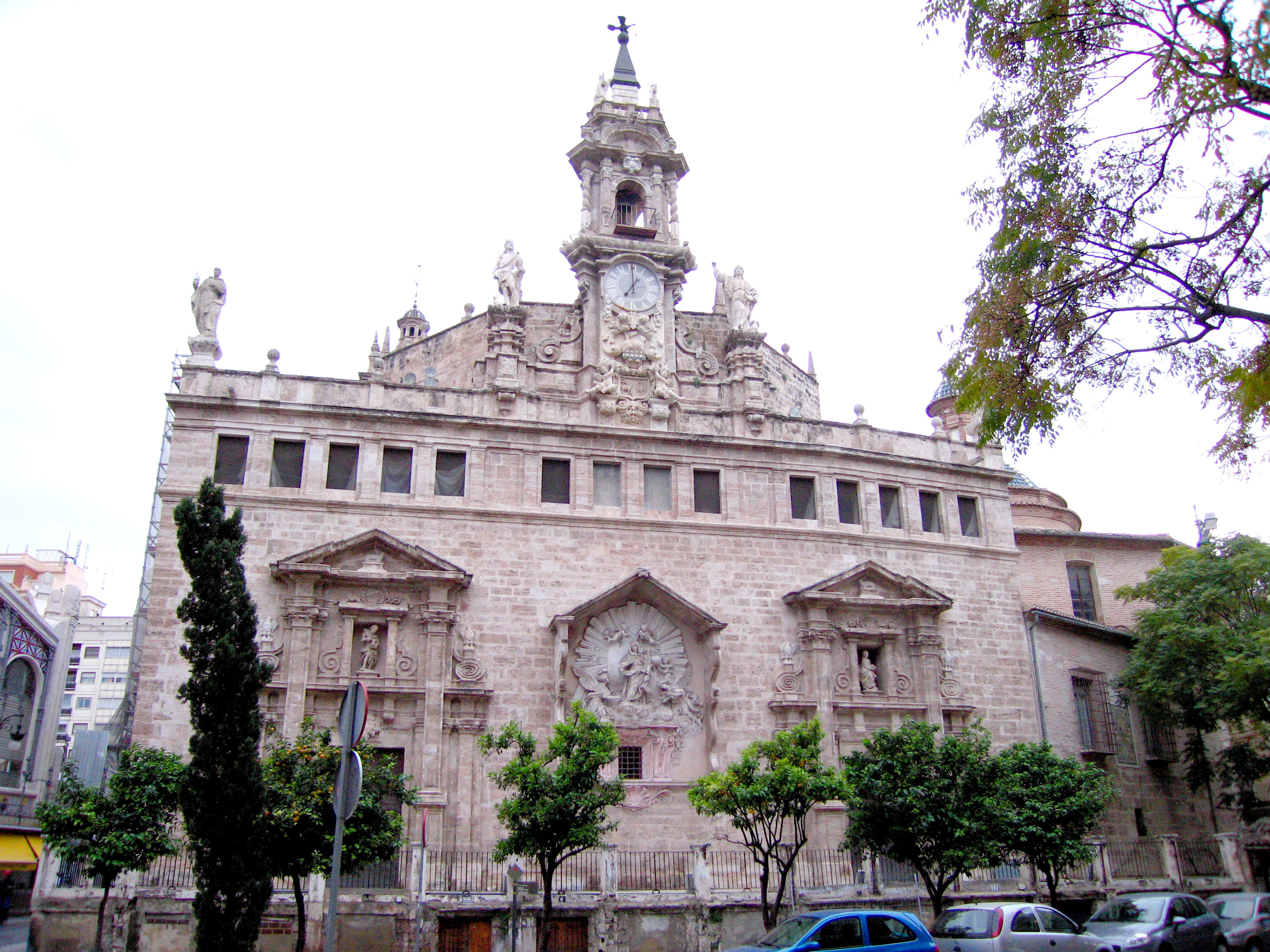
Temple de Sant Joan del Mercat

El barri del Mercat posseeix alguns dels monuments més interessants de la ciutat:
- La Llotja de la Seda (Patrimoni de la Humanitat des de 1996)(s.XV-XVI)
- El Mercat Central (1910-1928)
- Església de Sant Joan del Mercat (s.XIII-XVIII)
- Conjunt de la Plaça del Mercat
- La plaça Redona
- La plaça del Tossal (amb restes arqueològiques de l'antiga muralla àrab)
- La Falla de la Plaça de la Mercé

## Història

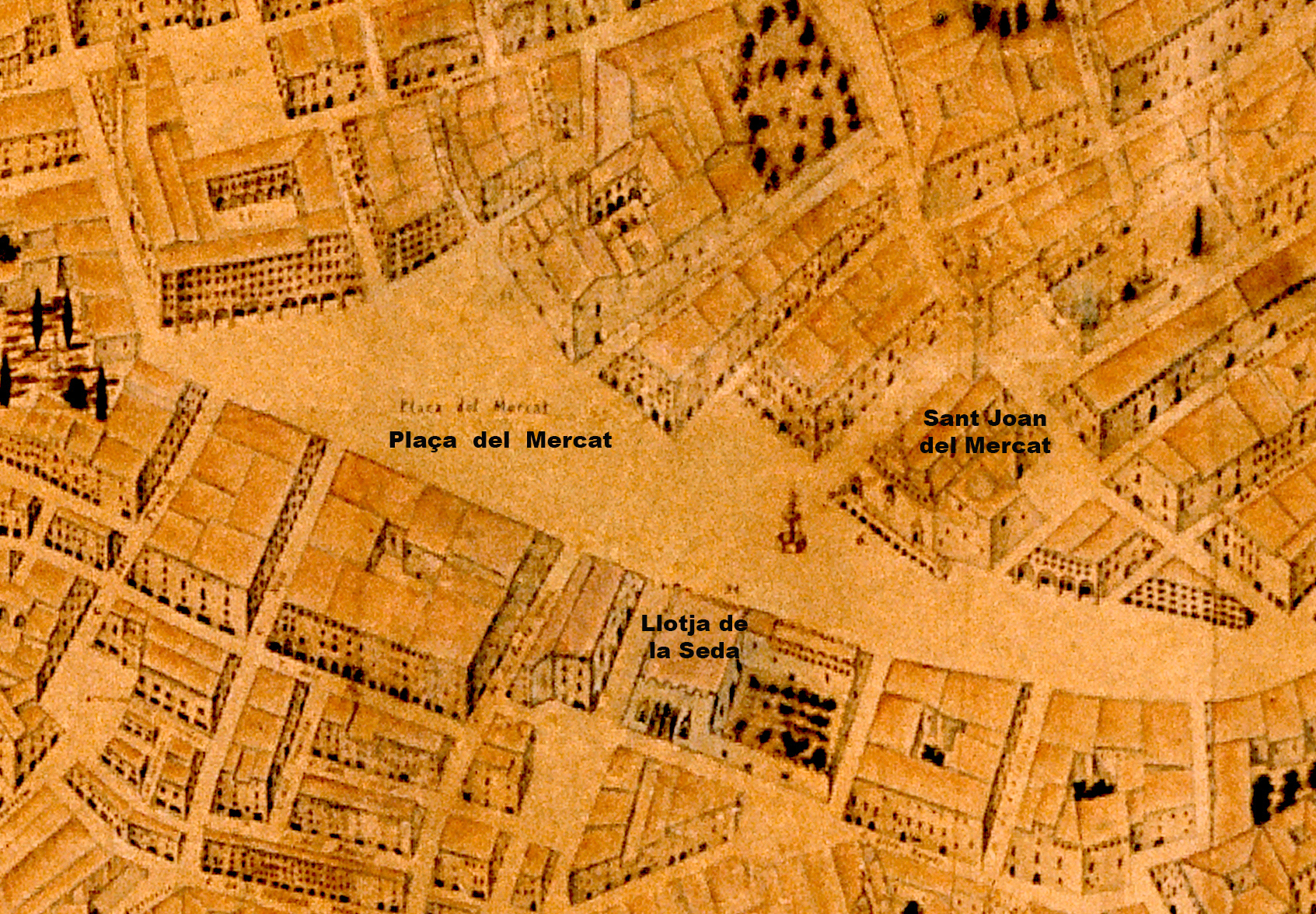
La plaça del Mercat segons el pare Tosca (1704)

La plaça del Mercat (ca. 1855)

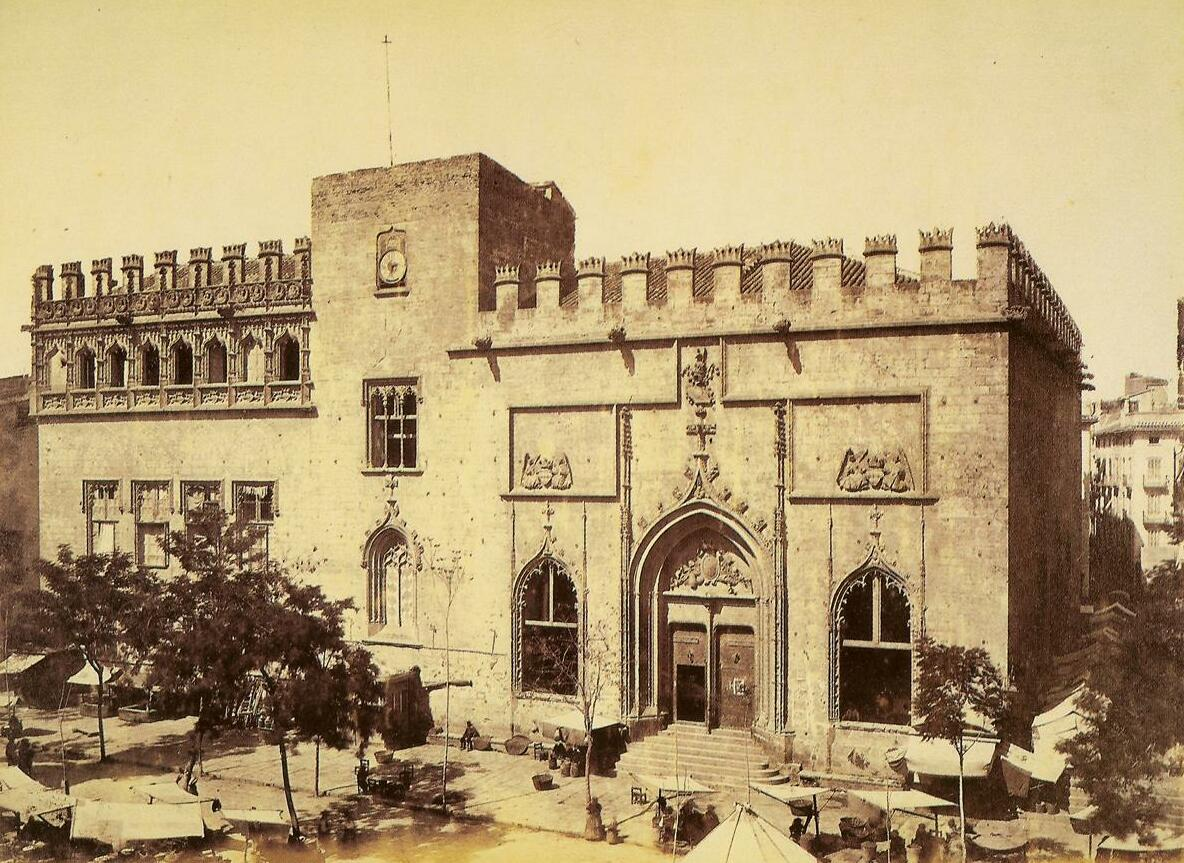
La llotja, J. Laurent (1870)

Venedors al mercat central (1950)

La meitat oriental del barri era intramurs quan es construí la muralla àrab del segle xi (de la plaça del Mercat cap a l'est). En l'època islàmica albergava part del soc (mercat àrab) i l'alcaisseria (mercat de productes tèxtils de qualitat), raó per la qual ací es trobava la porta de "Bab al-Qaysariya" de l'antiga muralla musulmana.
Després de la conquesta l'any 1238, el rei Jaume I concedí llicència a la ciutat de València, concretament el 1266, per celebrar mercat setmanal el dijous en l'anomenat "pla de la Boatella", una zona de pastures que hi havia tot just a l'altre costat de la muralla islàmica, corresponent a un braç sec del riu Túria que feia les funcions de fossat a l'antiga Balansiya i que només era inundat en temps d'avingudes. Des d'entonces aquest "pla de la Boatella" (després anomenat "pla del Mercat") ha estat el cor comercial de la ciutat.
A aquest raval musulmà s'assentava una mesquita sobre la qual el 1240 es va construir l'església de Sant Joan del Mercat (o dels Sants Joans) en honor de Sant Joan Baptista, i destaca sobretot la seua façana posterior d'estil barroc que dona a la plaça del Mercat.
El rei Pere el Cerimoniós manà construir la muralla del segle XIV l'any 1365, gràcies a la qual el barri quedà completament intramurs i en una posició estratègica en el centre de la Ciutat Vella, que durant el segle xiv i fins al xix era quasi sinònim de la ciutat. Aquest fet reforçà la importància comercial d'aquest pla de la Boatella o del Mercat, que esdevindria el lloc de més gran activitat comercial de la ciutat fins ben entrat el segle xx. No és casualitat que durant els segles xv i xvi fora ací on es construïra la Llotja de Mercaders (o de la Seda), amb la seua Sala de Contractació, la Taula de Canvis i Depòsits i el Consolat de Mar.
El pla del Mercat fou conegut era per les cases amb porxes, per la concentracio de botiguers i de parades de mercat, pels espectacles i també pels aldarulls. En tant que lloc més concorregut de la ciutat, entre els segles xv i xviii hi havia el cadafal de la forca, on penjaven els ajusticiats, i lloc de festes, justes, tornejos i corregudes de bous.
Al segle XVII es construí el Palau de Parcent en l'actual plaça de Joan de Vila-rasa que, tot i que va arribar a ser el palau més gran de la ciutat, va ser enderrocat el 1965.
El 1840, Salvador Escrig va dissenyar la plaça Redona a l'est de la plaça del Mercat, una original plaça interior totalment circular que a més és el centre geogràfic de tot el nucli antic de la ciutat i va ser utilitzada inicialment com a peixateria.

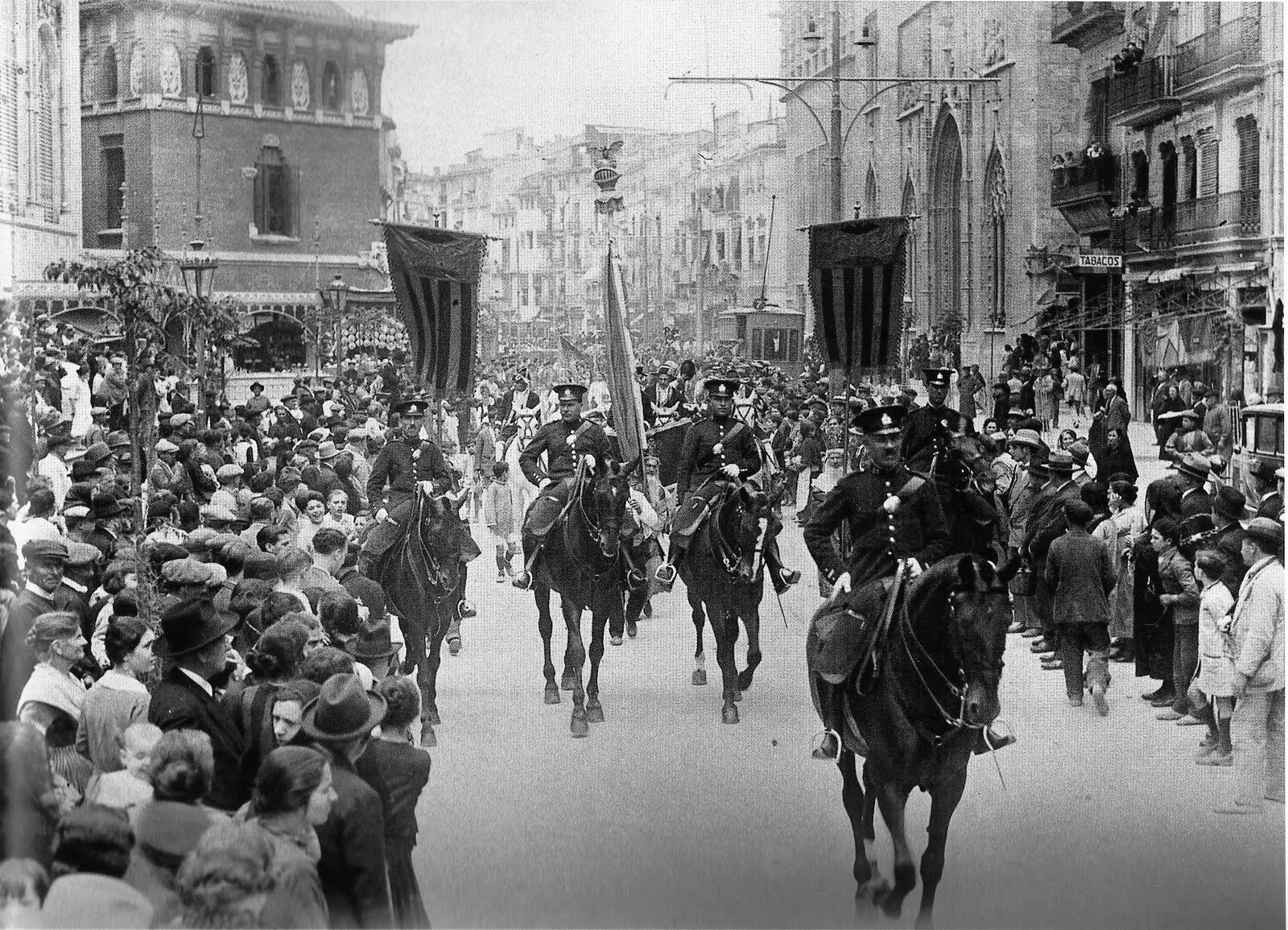
Corpus Christi 1930

Fins a començament del segle xx el mercat encara es feia a base de parades amb tendals de lona que eren desmuntats a migdia. Durant el segle xix la plaça s'amplià amb l'enderroc del Convent de les Magdalenes, però fins al 1914, no s'inicià la construcció de l'edifici cobert del Mercat Central. Calgué comprar i enderrocar algunes cases per reunir un solar d'uns 8.000 m². El projecte, de 1914, fou dels arquitectes Alexandre Soler March i Francesc Guàrdia i Vial.
Fins als anys 1970 el barri del Mercat ha estat el gran centre de comerç de la ciutat, gràcies a l'enorme activitat comercial que albergaven el Mercat Central i els seus carrers adjacents, però la construcció de grans magatzems i de botigues de marques multinacionals al barri de Sant Francesc i al districte de l'Eixample durant l'expansió i el desenvolupament urbà de la ciutat li ha restat protagonisme comercial. No obstant això, continua amb una gran activitat comercial, per tal com el Mercat Central posseeix més d'un miler de parades d'alimentació, i pels seus carrers adjacents es concentra una gran activitat comercial a la menuda.

## Demografia
Població segons origen (2022)
Activitats econòmiques (2022)
Població per edat (2022)

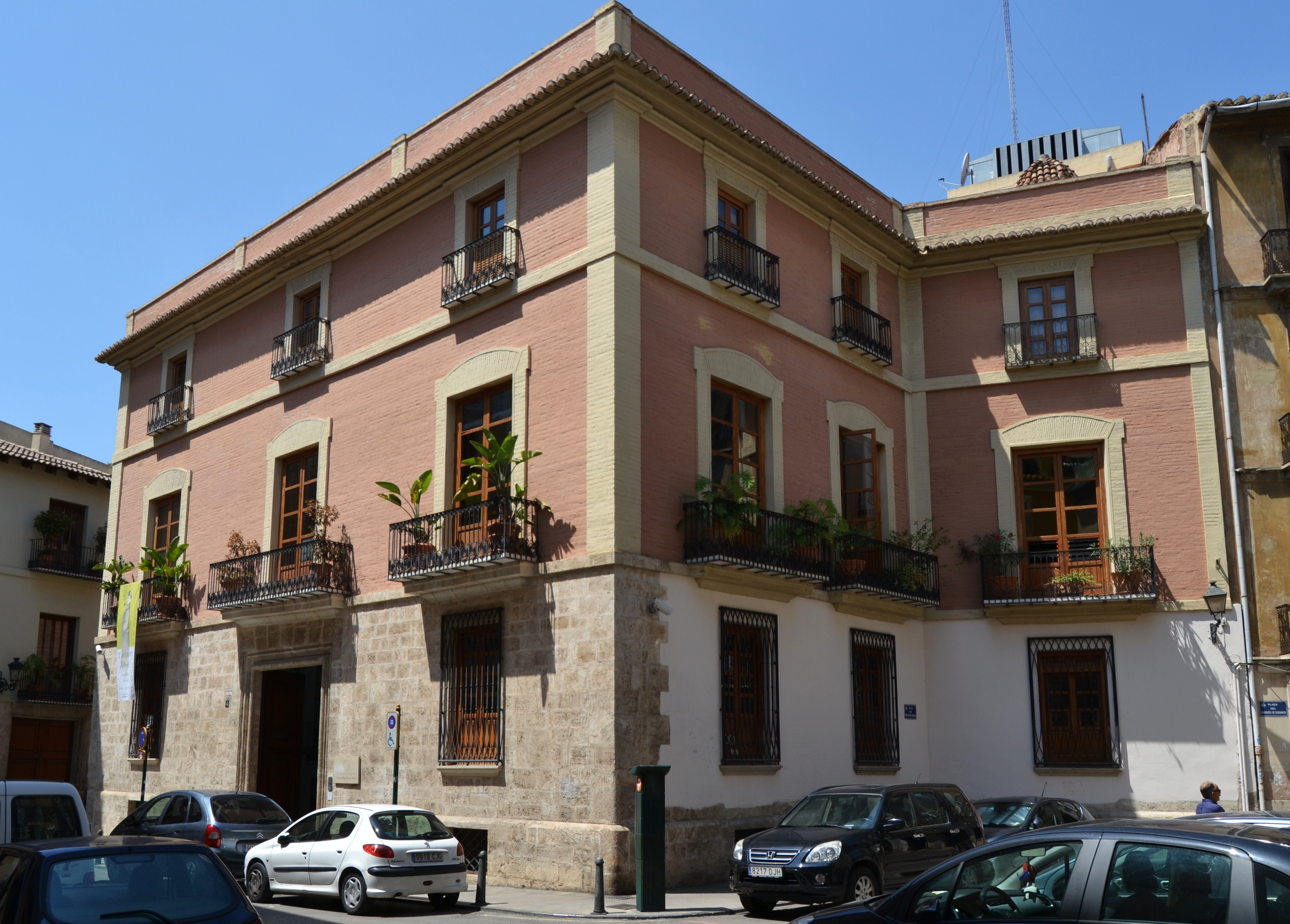
Col·legi Major Rector Peset (UV)

Des dels primers registres de l'any 1970, la població del barri del Mercat ha minvat de manera estable i moderada. Segons la fitxa d'estadística de l'Ajuntament de València de l'any 2023, al barri viuen 3.936 persones, de les quals hi han 1.953 homes i 1.983 dones; majoritàriament entre els 20 i 64 anys ambdós sexes. Quant a alfabetització, el grup més nombrós d'habitants (2.636) té "Batxiller, Formació Professional de Segon Grau o Títols equivalents o superiors" seguit del que té "graduat escolar o equivalent" (599) fent aquests dos grups més del 50% de la població. Hi han 506 menors d'edat al barri.
El barri del mercat no té cap institució d'ensenyament reglat, ni públic ni privat; el més proper són les Escoles Pies, un centre educatiu concertat i religiós del barri de Velluters que impartix l'educació infantil, la primària, la secundària obligatòria (ESO) i el batxillerat. Els centres d'atenció primària (CAP) més pròxims són el del Guillem de Castro (al barri del Botànic) i el de Nàpols i Sicília (al Carme), ambdós dependents de l'Hospital General de València.
| Gràfica d'evolució de El Mercat entre 1970 i 2021 |
|                                                   |

## Transports

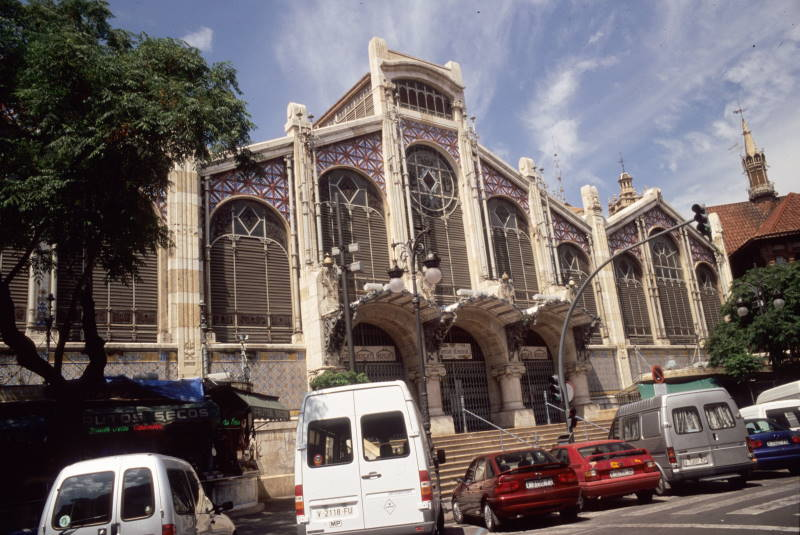
Plaça del Mercat (1998)

La millor opció per moure's pel barri és caminant debut al seu entramat de carrers estrets i a la gran afluència de vianants, sobretot visitants i turistes que acudeixen a fer les seues compres al Mercat Central o a visitar els seus monuments, però a l'interior del barri està permès el trànsit de vehicles a una velocitat màxima de 30 km/h.
- Empresa Municipal de Transports de València (EMT)[7]
  - 4 - 7 - 27 - 32 - 60 - 62 - 70 - 73

El metro no arriba fins al barri, però l'estació més pròxima es troba a menys de 500 metres al sud, dins el barri de Sant Francesc i es tracta de l'estació de Xàtiva al carrer de Xàtiva, just davant de l'Estació del Nord. Aquesta estació forma part de les línies 3 i 5. L'any 2002, la Generalitat Valenciana anuncià la creació de la línia T2 de MetroValencia que havia de travessar amb un tramvia subterrani el districte de nord a sud amb tres estacions: Museus o Serrans (entre el pont de Sant Josep i el pont dels Serrans), Carme (prop del mercat de Mossén Sorell) i Mercat (junt al mercat Central). La construcció s'inicià l'any 2005. En 2011 es van paralitzar les obres per falta de fons, amb l'estació del Mercat Central acabada i la part subterrània del tram entre Alacant i Natzaret parcialment completada.